# UFC Fight Night: Swanson vs. Ortega
UFC Fight Night: Swanson vs. Ortega var en MMA-gala som arrangerades av Ultimate Fighting Championship och ägde rum 9 december 2017 i Fresno i USA.